# Monte Friolànd
Il Friolànd è una montagna delle Alpi Cozie alta 2738 m s.l.m. e situata sulla cresta spartiacque tra valle Po e val Pellice.

## Toponimo
Il nome corretto era forse Frioulent, la cui pronuncia nel patois della Val Pellice Frioulant sarebbe stata poi trascritta come Friolànd dai primi cartografi dell'IGM.

## Caratteristiche

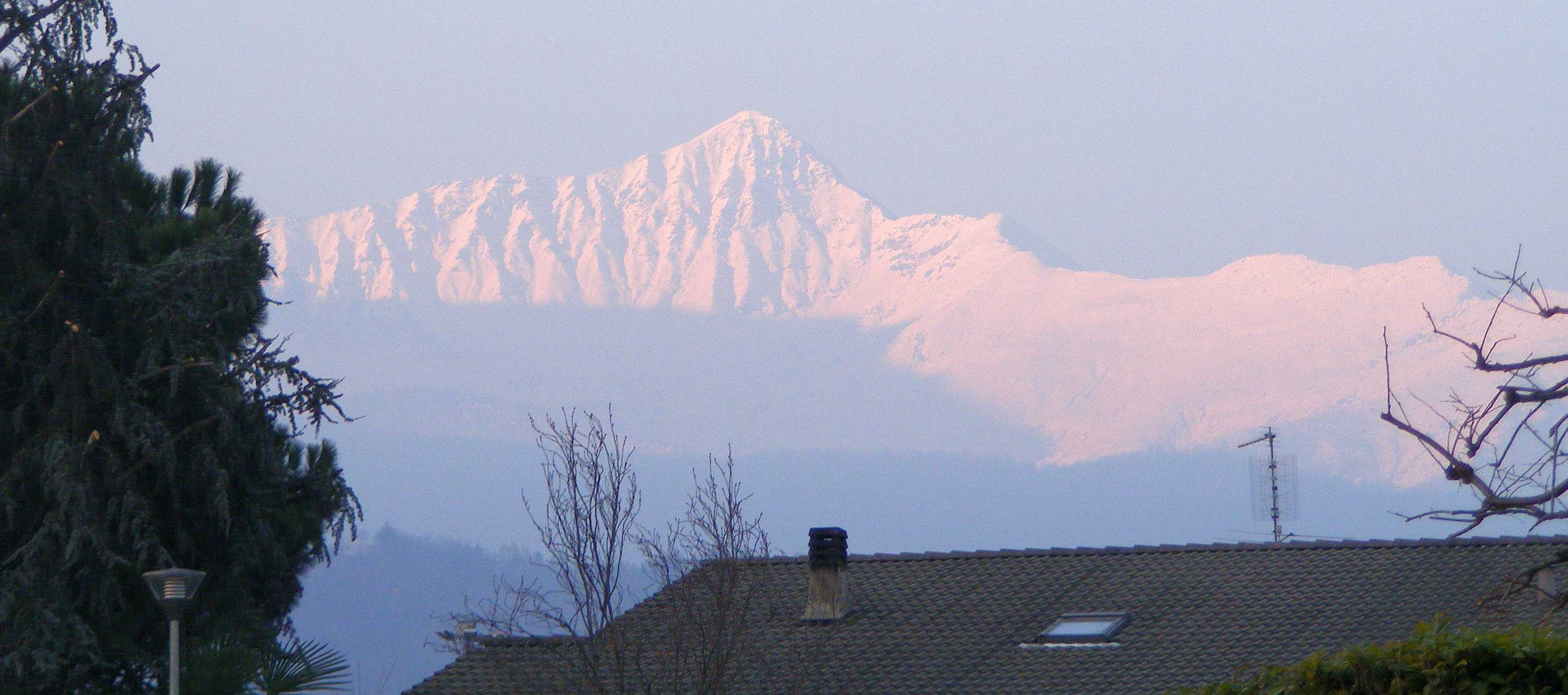
Il Friolànd all'alba visto dalla pianura pinerolese

La montagna culmina con due elevazioni (2738 e 2720 m), separate tra loro da una lieve insellatura quotata 2717. Sull'anticima orientale (2720 m) convergono i territori dei comuni di comuni di Ostana (CN), Bagnolo Piemonte (CN) e Villar Pellice (TO). 
Sul punto culminante si trovano due croci metalliche, una delle quali di notevoli dimensioni; sull'anticima est sorge invece un massiccio ometto in pietra.
Il Friolànd presenta tre creste principali. Quella sud-occidentale fa parte dello spartiacque principale Po-Pellice e sale dal Colle del Frioland (2607 m); quella sud-orientale proviene dal Colle delle Porte, e infine quella nord-orientale, più ripida, comprende alcune elevazioni secondarie (Monte Cavallo, Cassa Bianca, Cima Maciarone). Queste ultime due creste delimitano la parte culminante del vallone di Luserna, tributario della Val Pellice.
Dalla cima del Friolànd il panorama è vastissimo e si gode di un ottimo colpo d'occhio sul gruppo del Monviso. A sua volta la montagna è ben individuabile anche da molto lontano e, con la propria mole, riesce da vari luoghi della pianura pinerolese a nascondere la vista del ben più elevato Monviso.

## Escursionismo
La via normale è un percorso escursionistico che, dalla frazione Brich di Crissolo, raggiunge il Colle delle Porte (it. V11), e sale poi per la cresta sud-orientale al punto culminante. Anche la cresta sud-ovest dal colle Frioland è percorribile senza particolari difficoltà, mentre la salita dalla cresta nord-orientale è più faticosa e meno agevole. Gli itinerari dal colle delle Porte e dal colle Frioland hanno una difficoltà valutata in E.
La salita da Villar Pellice è anche possibile, ma abbastanza lunga. A quel punto tra Villar e Bobbio Pellice, dove inizia la strada per il rifugio Barbara e la Valle dei Carbonieri, si gira a sinistra e poi dopo circa 300 metri (alla frazione Buffa) a destra. Proseguendo la strada, dopo qualche ora si arriva all'Alpe della Ciabraressa sui 1741 m s.l.m. Qui purtroppo il sentiero 110, che porta alla vetta, è mal segnato, ma si dovrebbe già vedere la cima sulla sinistra e raggiungerla dopo altre due ore di salita.